# Extermineitors III, la gran pelea final
Extermineitors III: La gran pelea final, o simplemente Extermineitors III, es una película argentina cómica-de acción de 1991 dirigida por Carlos Galettini y protagonizada por Guillermo Francella, Aldo Barbero, Adriana Salgueiro, Jean Pierre Noher, Héctor Echavarría y Rand McClain. Fue la última película de la saga en la que apareció Echavarría junto a Francella. Se estrenó el 4 de julio de 1991.

## Reparto
- Guillermo Francella ... Guillermo
- Aldo Barbero ... Coronel
- Adriana Salgueiro	... Dra. Wolf
- Jean Pierre Noher ... Jean Paul Bleit
- Hector Echavarría ... Héctor
- Rand McClain ... Randolf Mc Clain
- Javier Belgeri ...  Nicolás "Nico" Díaz
- Miguel Ramos
- Mario Fromenteze
- Héctor Malamud
- Marcelo Abeal Urquiza
- Miguel Ruiz Díaz
- Pimienta Latina
- Hugo Matías Turrión
- Juan Spada
- Sergio Muniente
- Claudio Petty